# Rovensko (Senica)
Rovensko es un municipio del distrito de Senica en la región de Trnava, Eslovaquia, con una población estimada a final del año 2024 de 429 habitantes.
Se encuentra ubicado al norte de la región, en los pequeños Cárpatos y cerca del río Váh (cuenca hidrográfica del Danubio) y de la frontera con la República Checa.

## Demografía
| Año        | 1994 | 2004    | 2014     | 2024    |
| ---------- | ---- | ------- | -------- | ------- |
| Población  | 396  | 369     | 423      | 429     |
| Diferencia |      | −6,81 % | +14,63 % | +1,41 % |

| Año        | 2023 | 2024   |
| ---------- | ---- | ------ |
| Población  | 440  | 429    |
| Diferencia |      | −2,5 % |